# یک عاشقانه‌ی آرام
یک عاشقانه‌ی آرام رمانِ نادر ابراهیمی (۱۴ فروردین ۱۳۱۵–۱۶ خرداد ۱۳۸۷) نویسندهٔ ایرانی است. این کتاب برای اولین بار در سال ۱۳۷۴ در تهران توسط نشر روزبهان منتشر شد. در بهار سال ۱۳۹۷ این کتاب در لیست پرفروش‌ترین کتاب‌های طرح عیدانه کتاب و همچنین در لیست ۱۰ کتاب پرفروش طرح پاییزه ۱۳۹۷ و طرح تابستانه ۱۳۹۶ در قسمت کتاب‌های عمومی تألیفی، قرار گرفت. در سال ۱۳۹۱ این کتاب به صورت صوتی به مدت زمان ۵۱۰ دقیقه، به روایت پیام دهکردی و با آهنگسازی کریستف رضاعی توسط نشر نوین کتاب گویا منتشر شده‌است. 
داستان یک عاشقانه آرام در سال‌ ۵۷ و در بحبوحه انقلاب ایران می‌گذرد. مردی گیلانی و اهل سیاست عاشق دختری آذری به نام عسل می‌شود که او هم یک انقلابی پرشور است. مرد معلم ادبیات و یک مبارز مخالف رژیم است، از همین رو، زندگی، خانه به دوشی را به آنها تحمیل می‌کند و داستان زندگی پر التهابشان آغاز می‌شود و تا انتها مبتنی بر روابط عاشقانه این دو پیش می‌رود.
نادر ابراهیمی در این رمان عاشقانه با بیان داستانی خواندنی از زندگی یک زوج و در لابلای ماجراهای پیش آمده برای آن‌ها، با قلمی زیبا گفت‌وگوهای جذابی را خلق می‌کند که مخاطبش را به فکر وا می‌دارد و او را متوجه این موضوع می‌کند که نباید به عشق به چشم یک خاطره و عادت نگاه کرد. ابراهیمی در یک عاشقانه آرام، عاشقانه می‌نویسد و در پس این عاشقانه، مضامینی جهان‌شمول را به‌ مخاطبان خود منتقل می‌کند. درواقع جهان‌بینی‌ای منعطف و قابل‌ باور در قالب شخصیت‌های این کتاب وجود دارد که می‌توانیم خودمان را به‌خوبی به‌جای آن‌ها بگذاریم و حتی خود آنها بدانیم. از شخصیت‌های ساده و روشن این کتاب درس بگیریم و موسیقی زندگی خودمان را بنوازیم.
این رمان، تا کنون هفتاد و سه بار تجدید چاپ شده‌است.

بخشی از کتاب یک عاشقانه آرام:
عاشق، یاغی‌ست؛ امّا یاغیانِ بزرگ، اصولی دارند.
زیبایی یاغیگری، فقط در حفظ همان اصول است.
عاشق، جدّی‌ست؛ امّا عبوس نیست.
عسل، بی‌خود از خویش، با صدای بلندِ شتابان گفت: اینطور نمی‌شود. اصلاً نمی‌شود. از سفرِ بلندِ رؤیا آمده‌یی. خوب است. عالی‌ست. شدنی، امّا، نیست. هر هفته وَ در تمام هفته‌های عُمرْ خود را تکرارکردن __ حتّی به زیباترین صورتِ ممکن __ زندگی‌مان را مملو از کسالتی مرگبار خواهدکرد، و ما را «خسته از بی‌رنگیِ تکرار». چارچوب. هر قدر چارچوبی که به کار می‌بری بزرگ باشد __ به خیالِ خودت برای وسعتِ میدانِ عمل __ بومِ بودنِمان را سخت‌تر و بی‌رحمانه‌تر به صلیب می‌کشد __ از چار سو. این، خویشتن را با بهترین دارِ دنیا به‌دارآویختن است. خویشتن را به داری آهنین و استوار آویختن.